# 五里亭街道
五里亭街道，是中华人民共和国广西壮族自治区柳州市鱼峰区下辖的一个乡镇级行政单位。

## 行政区划
五里亭街道下辖以下地区：
依山社区、羊角山社区、三和园社区、蝴蝶山社区、燎原社区、龙泉山社区、龙擎苑社区、阳光社区、嘉汇社区和鸡喇村。